# Пятнистоголовая коричневая змея
Пятнистоголовая коричневая змея (Storeria occipitomaculata) — вид змей из семейства ужеобразных.
Общая длина достигает от 20 до 40 см. Довольно плотная небольшая змея с килеватой чешуёй и маленькой головой. Окраска коричневая или серая, иногда с 4 слабо заметными полосами вдоль спины. Сразу позади головы расположены три бледно окрашенных пятна, окраска брюха варьирует от ярко-красного до желтовато-оранжевого цвета.
Обитает в лесистой местности. Встречается под корягами, стволами, камнями и мусором в сырых местах. Ведёт скрытный образ жизни. Активна днём. Питается брюхоногими моллюсками и дождевыми червями. Зимует группами под землёй в муравейниках, под фундаментами зданий, в заброшенных норах животных.
Живородящая змея. Самка рождает от 1 до 21, обычно 7—8, детёнышей длиной 7—11 см.
Продолжительность жизни в неволе не менее 4-х лет.
Ареал вида простирается от юга Канады до Флориды и побережья Мексиканского залива на территории США.